# 雷内·科尔辛
雷内·科尔辛（Rene Krhin，1990年5月21日—），是一名斯洛文尼亚足球运动员，司职中场，現效力于澳職俱乐部西部聯。

## 俱乐部生涯
科尔辛在家乡球队马里博尔队出道，在2007年加盟国际米兰。
2009年7月科尔辛被国际米兰主帅何塞·穆里尼奥提拔至一线队并参加国际米兰的北美热身赛。2009年9月13日，科尔辛在与帕尔马的联赛中进行到77分钟时替补韦斯利·斯内德出场，完成了意甲处子秀。11月1日，他在和利沃诺的比赛首次代表国际米兰首发出场。由于英超球队曼城和利物浦有意引进科尔辛，国际米兰2009年11月6日和科尔辛提前续约5年。
2010年7月27日，博洛尼亚以250万欧元加球员的方式买入科尔辛的一半所有权。2011年夏季转会中，国际米兰用科尔辛的一半所有权加现金的方式，从博洛尼亚换回意大利国门的一半所有权。

## 国家队生涯
2009年9月5日，科尔辛在斯洛文尼亚队客场1比2不敌英格兰的下半场替补出场，完成国家队首秀。